# Brown County, South Dakota
Brown County är ett administrativt område i delstaten South Dakota, USA, med 36 531 invånare. Den administrativa huvudorten (county seat) är Aberdeen. 

## Geografi
Enligt United States Census Bureau så har countyt en total area på 4 484 km². 4 437 km² av den arean är land och 47 km² är vatten.  

### Angränsande countyn
- Dickey County, North Dakota - nord
- Sargent County, North Dakota - nordost
- Marshall County, South Dakota - öst
- Day County, South Dakota - sydost
- Spink County, South Dakota - syd
- Faulk County, South Dakota - sydväst
- Edmunds County, South Dakota - sydväst
- McPherson County, South Dakota - nordväst